# Inácio Pedro VI Sahbadin
Mar Inácio Gregório Pedro VI Sahbadin (ou Shahbaddin, ou Shahbadine; 1631, Edessa – 4 de março de 1702, Adana) foi o Patriarca da Igreja Católica Siríaca de 1678 a 1702. Sua morte marcou o fim da primeira tentativa de união entre a Igreja Ortodoxa Siríaca e a Igreja Católica.

## Vida
Gregory Peter Shahbaddin era sobrinho de Ignatius Abdul Masih I (mais tarde Patriarca), com quem estudou. Foi ordenado sacerdote em 1658, na Igreja de São Pedro em Edessa, e tornou-se Arcebispo Sírio de Jerusalém em 1662, sendo ordenado no Mosteiro de Açafrão na Sé de Jerusalém.
Abdul Masih era o líder da facção ortodoxa e desde 1662 se opôs ao patriarca pró-católico Inácio André Akijan. Após a morte de André Akijan, em julho de 1677, Abdul Masih enganou a facção pró-católica, professando-se em comunhão com a Igreja Católica para ser eleito patriarca, mas assim que obteve o firman de nomeação do sultão otomano, ele fez uma reviravolta completa. Assim, a facção pró-católica em Alepo elegeu em seu lugar seu sobrinho, Sahbadin, que havia se tornado um apoiador de André Akijan.

### Patriarca
Após a eleição, Sahbadin obteve, também graças ao cônsul francês, a confirmação como patriarca do sultão, e foi entronizado em 2 de abril de 1678. Ele foi posteriormente confirmado também pelo Papa Inocêncio XI, que lhe concedeu o pálio em 12 de junho de 1679.
Os anos seguintes foram profundamente marcados pelos confrontos entre as duas facções, os pró-católicos e os pró-ortodoxos, que tentaram conquistar para o seu lado as autoridades otomanas. Isso resultou em cinco deposições e reinstalações de Sahbadin. As autoridades otomanas tomaram posição a favor da facção pró-ortodoxa, e os confrontos logo se degradaram em uma verdadeira perseguição dos sírios ortodoxos ao partido pró-católico.
Em 1696, Sahbadin, com o Arcebispo Gregory Isho (Josué) de Jerusalém, viajou a Roma para arrecadar fundos. Encontraram-se com o Papa Inocêncio XII e lá permaneceram até 1700, quando, com o apoio de Leopoldo I, da Áustria, e de Luís XIV, da França, puderam chegar a Constantinopla. Sahbadin foi então reinstalado em 1º de março de 1701 pela quinta vez como Patriarca Sírio em Alepo.

### Morte
Esta última reinstalação terminou depois de alguns meses devido às perseguições da facção pró-ortodoxa e das autoridades otomanas. Em 27 de agosto de 1701, Sahbadin, o arcebispo Dionysius Amin Kahn Risqallah, de Alepo, e a maioria do clero foram presos, espancados e encarcerados. Em 10 de novembro, eles foram transferidos com uma marcha forçada de Alepo para o castelo de Adana. O bispo Amin Kahn Risqallah morreu no mesmo dia em que chegou ao castelo, em 18 de novembro, devido aos ferimentos sofridos durante a marcha, e os outros cativos foram mantidos presos por alguns meses.
Apesar das ferozes reclamações das autoridades ocidentais, Sahbadin não foi liberto, e em 4 de março de 1702 foi-lhe oferecido um café pelo comandante do castelo, e na mesma noite morreu.

## Eventos sucessivos
Após a morte de Sahbadin, o clero permaneceu preso em Adana até o início de 1704. Durante seu cativeiro, em 23 de novembro de 1703, eles elegeram como novo Patriarca o mafriano e Arcebispo de Nínive Isaac Basilios Joubeir (ou Basil Ishaq ibn Jubair), que na época estava no consulado francês. Ele foi posteriormente confirmado como Patriarca em 17 de novembro de 1704 por Roma, mas se recusou a aceitar o título patriarcal de qualquer maneira e continuou a se considerar apenas como um mafriano, esperando por um momento melhor. Em 1706, ele se mudou para Roma, onde morreu em 18 de maio de 1721. A Igreja Católica Síriaca teve um novo Patriarca apenas em 1783 com Inácio Miguel III Jarweh.